# Estadio Gradski (Bijeljina)
Bijeljina Gradski Stadion. Es un estadio multiuso ubicado en la ciudad de Bijeljina, República Srpska, en Bosnia y Herzegovina. Se usa en la actualidad mayoritariamente en la realización de partidos de fútbol y es utilizado por los dueños de casa, del club de fútbol denominado: FK Radnik Bijeljina. El estadio tiene una capacidad para 6000 personas.

## Conciertos y Acontecimientos
- Dragana Mirković - 15 de julio de 2010
- Miroslav Ilić - 6 de junio de 2013
- Željko Joksimović - 8 de agosto de 2013 (8000 personas asistieron)